# Manuel Pla i Agustí
Manuel Pla i Agustí, né vers 1725 à Madrid et mort le 13 septembre 1766 dans cette même ville, est un compositeur et hautboïste catalan espagnol de musique baroque.
Manuel Pla avait deux frères compositeurs : Joan Baptista et Josep.

## Biographie
Manuel Pla i Agustí naît vers 1725 à Madrid en Espagne.
Il a deux frères qui deviendront tous deux musiciens : Joan Baptista (1720-1773), et Josep (c. 1728-1762),,.
En 1744, il est hautboïste au sein des Halbadiers royaux, et il est ensuite engagé aux Descalzas Reales où il acquiert une réputation d'excellent claviériste,.
Manuel Pla i Agustí meurt le 13 septembre 1766, à Madrid,.

## Enregistrements
- 2012 : Stabat Mater et Salve Regina, Manuel et Josep Pla, par Raquel Andueza (soprano), Pau Bordas (basse) et l'Orquestra Barroca Catalana, dir. Olivia Centurioni (La Ma de Guido LMG 2106)[7]